# 유동하
유동하(劉東夏, 1892년 1월 5일 ~ 1918년)는 한국의 독립운동가이다. 함경남도 원산 출신. 본관은 강릉이며 안중근의 의거 과정에서 유강로(柳江露) 또는 유관오(劉寬五)라는 이름을 사용하기도 하였다.
17세의 나이에 안중근 우덕순의 이토 히로부미 처단에 참여하여 여정을 함께했고 사후 공범으로 체포됐다. 출옥 후에는 사회주의 혁명군으로 활약하면서 조국 독립을 위해 짧은 생애를 바쳤다.
1988년 대한민국 정부로부터 건국훈장 독립장이 추서 되었다.

## 이력
- 1892(고종 29)년 1월 5일 출생: 함경남도 원산 길명(吉明)에서 경집 유승렬(敬緝 劉承烈)과 함흥군수의 딸 강씨의 4남 2녀 중 장남.
- 1907년 포그라니치니에서 70여 리 떨어진 모구 하촌에 살고 있던 허희명(許熙明)의 딸과 결혼
- 1909년 10월 26일 안중근 의거 동행
- 1910년 2월 14일 안중근에게 이토의 도착일시를 미리 타전해 살인을 방조한 죄목으로 징역 1년 6개월을 선고
- 1911년 8월 15일에 조도선과 여순감옥에서 석방될 예정이었으나, 실제로는 8월 22일 석방.
- 1912년 2월 부친 유승 함 톰스크 (옴스크?)로 이주하여 약국 개설
- 1917년 봄, 부친과 함께 싸말리아—남부 러시아의 사마라?, 연해주의 사마르가 (ru)?--로 들어갔고 가족은 김성백이 있는 이르쿠츠크로 이주
- 볼셰비키 혁명군에 가담하여 백군과의 빨치산 투쟁을 전개
- 1918년 가을, 시베리아에 주둔한 일본군에 의해 청년 11 함께 체포되어 싸말리아 강 --사마라강?, 사마르가강(ru)?--의 강변 교두(橋頭堡?)에서 총에 맞어 죽음.

## 상훈
- 1988년 건국훈장 독립장

## 가족 관계
- 부친의 쌍둥이 형: 유태렬
- 부친: 경집 유승렬(劉承烈)
- 모친: 강씨
  - 여동생: 유씨(1904?-1990)
    - 여동생의 아들(동하의 조카, 조선족 시인): 김파 (1942.12. 06-2017. 12.28)

  - 남동생: 유동주(유승렬의 3남 劉東周, 1907-1988)

## 관련 작품

### 영화
- 《도마 안중근》 (2004년, 배우: 라용)
- 《영웅》 (2022년, 배우: 이현우)

### 뮤지컬
- 《영웅》 (2009년, 배우: 임진웅)
- 《영웅》 (2010년, 배우: 임진웅)
- 《영웅》 (2011년, 배우: 임진웅)
- 《영웅》 (2012년, 배우: 김지철)
- 《영웅》 (2014년, 배우: 나성호, 김지철)
- 《영웅》 (2015년, 배우: 박정원)
- 《영웅》 (2017년, 배우: 박종찬)